# Ezertsje
Ezertsje (Bulgaars: Езерче), ook geschreven als Ezerche of Ezerče, is een dorp in het noordoosten van Bulgarije. Het is gelegen in de gemeente Tsar Kalojan, oblast Razgrad. Het dorp ligt 260 km (hemelsbreed) ten noordoosten van Sofia.

## Bevolking
In de eerste officiële volkstelling van 1934 telde het dorp 3.540 inwoners. Dit aantal bleef vrij stabiel en bereikte in 1975 een officiële hoogtepunt met 3.594 inwoners. Sindsdien neemt het inwonersaantal langzaam maar geleidelijk af. Op 31 december 2019 telde het dorp 1.747 inwoners.
| Inwoners | 3 540 | 3 591 | 3 326 | 3 589 | 3 594 | 3 311 | 2 393 | 2 213 | 2 008 | 1 747 |

Van de 2.008 inwoners reageerden er 1.977 op de optionele volkstelling van 2011. Van deze 1.977 respondenten identificeerden 1.845 personen zichzelf als Bulgaarse Turken (93,3%), gevolgd door 118 etnische Bulgaren (6%) en 14 ondefinieerbare personen (0,7%).
Van de 2.008 inwoners in februari 2011 werden geteld, waren er 279 jonger dan 15 jaar oud (13,9%), gevolgd door 1.379 personen tussen de 15-64 jaar oud (68,7%) en 350 personen van 65 jaar of ouder (17,4%).

## Geboren
- Dimitar Dobrev (geb. 1931- d. 2019): worstelaar
- Radi Nedeltsjev (geb. 1938): kunstschilder